# Бастианнет, Йохан
Йохан Бастианнет (нидерл. Johan Bastiaannet}) — нидерландский шашист, шашечный композитор, бывший функционер ФМЖД. Международный гроссмейстер, Международный гроссмейстер по шашечной композиции, гроссмейстер Голландии. Занимал пост директора Бюро FMJD (Амстердам) почти 13 лет до 2013 года. Дважды призёр чемпионата мира по шашечной композиции в жанре этюды. Участник чемпионатов мира по международным шашкам (лучший результат - 5 место) и национальных чемпионатов (лучшие результаты - чемпион по молниеносным шашкам, вице-чемпион по классике).

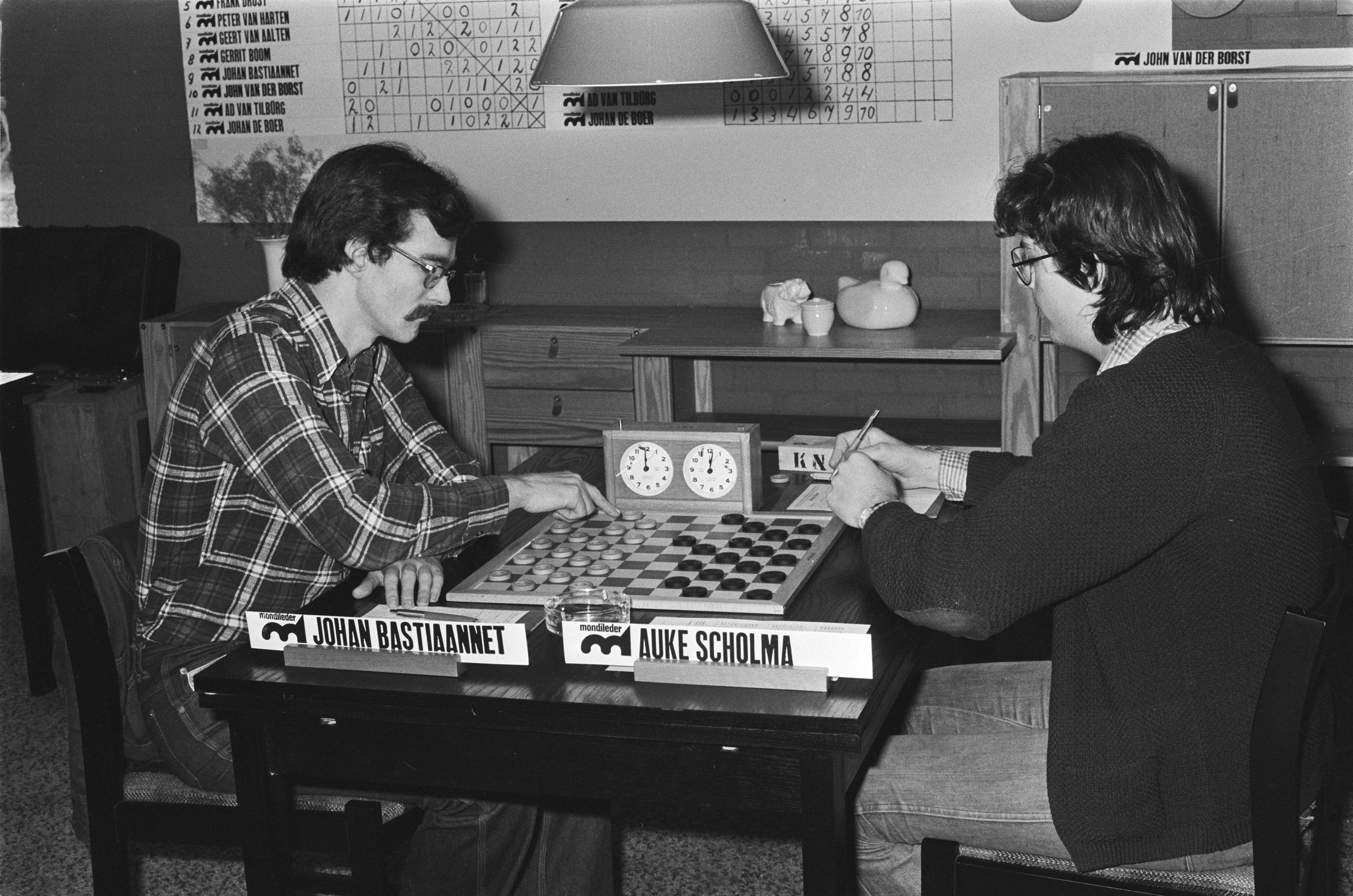
Йохан Бастианнет против Ауке Схолмы на NK1978 в Зевенаре

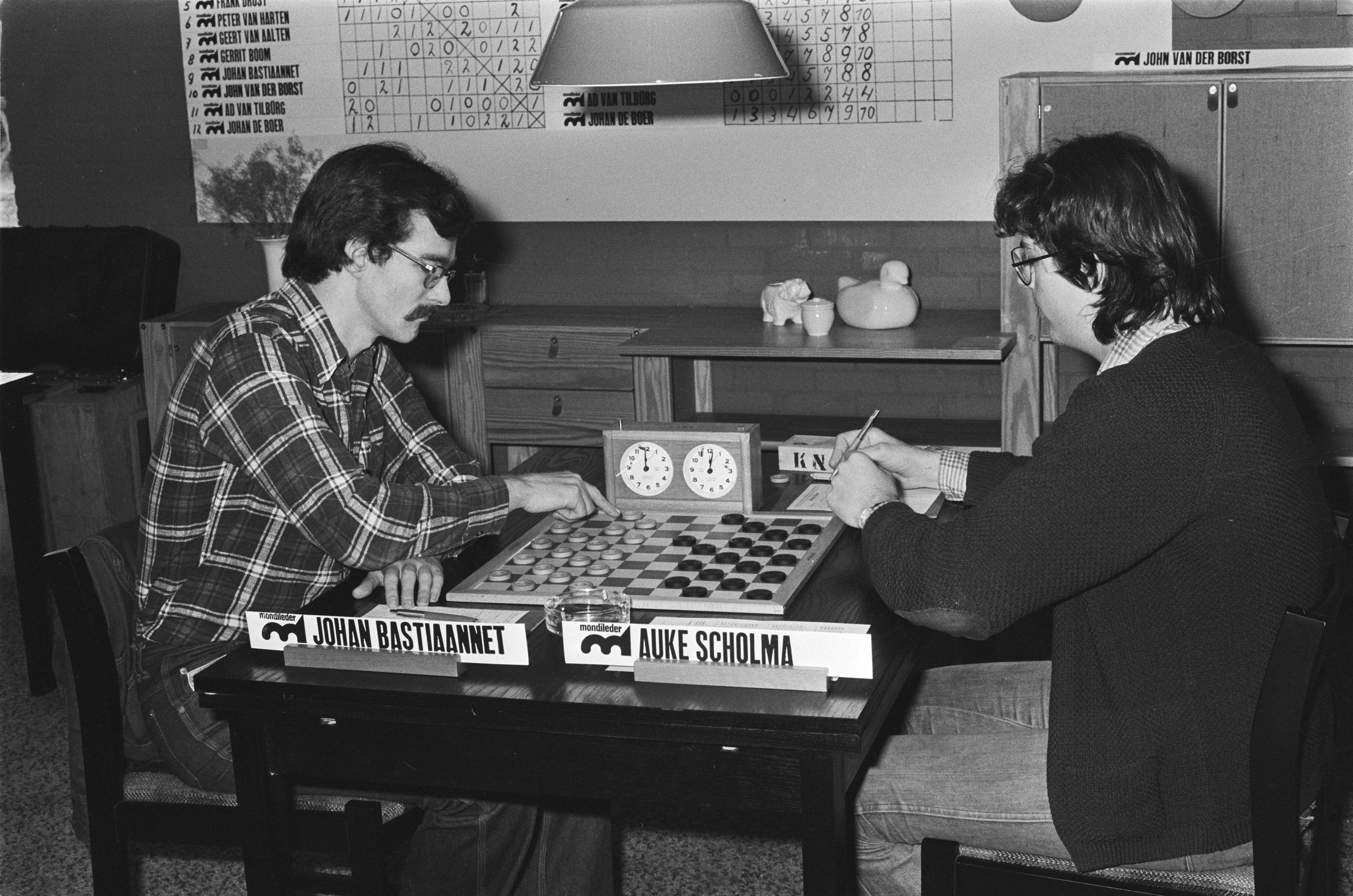
Йохан Бастианнет против Ауке Схолмы на NK1978 в Зевенаре

## Спортивная биография
В 1970 году выиграл бронзовую медаль на чемпионате страны по быстрым шашкам, через три года завоевал национальный титул.
В классической программе в голландском чемпионате выступал с 1978 по 1984 годы. Его лучший результат — второе место в 1978 году.
В том же году дебютировал на чемпионате мира в итальянском городе Арко. Йохан Бастианнет стал вторым в отборочной группе и вышел в финал. Там он стал четвёртым, и, вторым среди голландцев, после голландца Хармы Вирсмы.
Результаты
Чемпионаты мира
- 1978/79: 5e место на ЧМ — 13 очков в 11 партиях
- 1980: 11e место на ЧМ — 21 в 21 партиях
- 1982: 5e место на ЧМ — 15 в 13 партиях

Чемпионаты Голландии
Блиц
- 1970  Чемпионат Голландии (блиц)
- 1973  Чемпионат Голландии (блиц)

Классика
- 1978  Чемпионат Голландии — 13 в 11 партиях
- 1979: 9e Чемпионат Голландии — 12 в 13 партиях
- 1980: 10e Чемпионат Голландии — 9 в 11 партиях
- 1981: 5e Чемпионат Голландии — 12 в 11 партиях
- 1982: 5e Чемпионат Голландии — 15 в 13 партиях
- 1983: 4e Чемпионат Голландии — 13 в 11 партиях
- 1984: 9e Чемпионат Голландии — 10 в 11 партиях.

FMJD-Id: 10141